# 陶慰荪
陶慰荪（1895年—1982年），女，江苏无锡人，中国生物化学家，吉林大学教授，曾任吉林省政协副主席，第三届全国人大代表，第五届全国政协委员。